# Сан-Хосе де Флорес (станция метро)
«Сан-Хосе де Флорес» (исп. San José de Flores) — станция Линии A метрополитена Буэнос-Айреса. Расположена между станциями Карабобо и Сан-Педрито. Из-за своей близости к железнодорожной станции Флорес линии Сармьенто является важным транспортным узлом. На станции несколько художественных изображений, выполненных аргентинским художником Guillermo Roux. Станция открыта в пятницу 27 сентября 2013, в районе Флорес.

## Местоположение
Станция расположена на проспекте Авенида Ривадавия, в месте его пересечения с улицами General José G. Artigas и Pedernera, и улиц Fray Cayetano Rodríguez и Rivera Indarte, на площади Пуэйрредон, также известной как Пласа Флорес в районе Флорес. Расположена между станциями Карабобо и Сан-Педрито. Станция расположена в нескольких метрах от станции Флорес, железнодорожной линии Сармьенто.

## Городские достопримечательности
- Basílica de San José de Flores
- Пласа Флорес
- Estación Flores del Ferrocarril Sarmiento

## Галерея

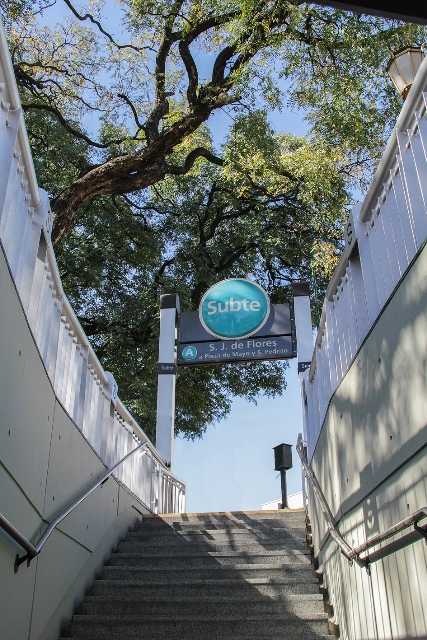
Вид с улицы
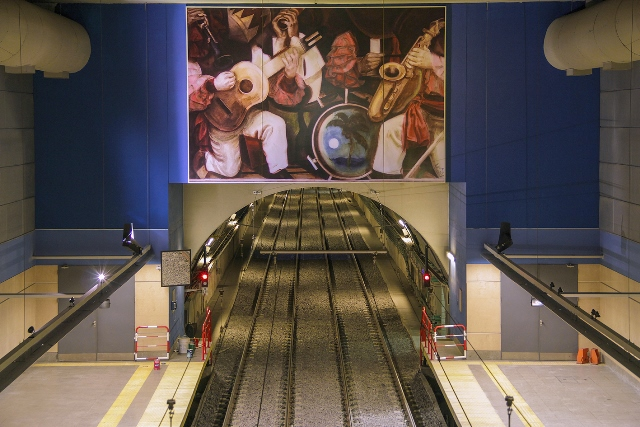
Вход в туннель

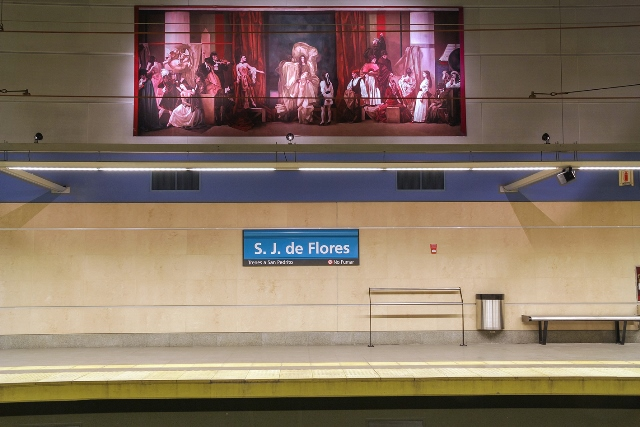
Украшения станции
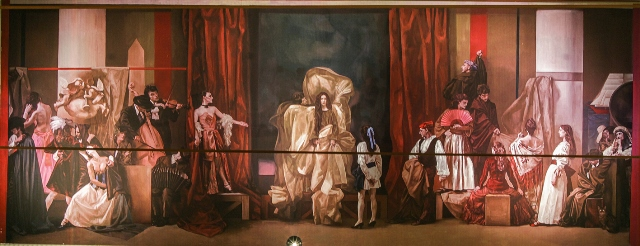
Украшения станции (1)
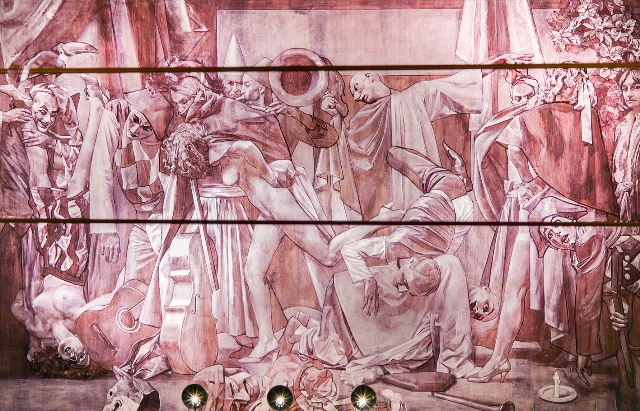
Украшения станции (2)